# Philonthus nigrita
Philonthus nigrita är en skalbaggsart som först beskrevs av Johann Ludwig Christian Gravenhorst 1806.  Philonthus nigrita ingår i släktet Philonthus, och familjen kortvingar. Arten är reproducerande i Sverige.